# 瑞穂市立穂積小学校
瑞穂市立穂積小学校（みずほしりつ ほづみしょうがっこう）は、岐阜県瑞穂市穂積にある公立小学校。

## 通学区域
- 通学区域は別府、穂積、稲里の一部、只越の一部である。公立中学校の進学先は瑞穂市立穂積中学校である[1]。

## 沿革
- 1873年（明治6年） -
  - 本巣郡別府村、只越村、前野村が共同で、別府村に増進舎が創立される。唯願寺の建物を仮校舎とする。翌年校舎を新築し、移転する。
  - 上穂積村、下穂積村が共同で、教蒙学校が創立される。長光寺の建物を仮校舎とする。
- 1880年（明治14年） - 教蒙学校が校舎を新築し、移転する。
- 1891年（明治24年） -
  - 教蒙学校が再度校舎を新築し、移転する。
  - 10月28日に発生した濃尾地震により、増進舎、教蒙学校、共に校舎倒壊。増進舎は仮校舎で授業を開始する。教蒙学校は仮校舎を建てる余力が無かったため、観音院の住職が境内を開放し、有道学舎を開校。教蒙学校の生徒を受け入れる。
- 1892年（明治25年） -
  - 増進舎は別府尋常小学校に改称する。
  - 教蒙学校が新築移転。同時に別府尋常小学校と合併し、穂積尋常小学校に改称する。教蒙学校が穂積尋常小学校として復活したことにより、観音院の有道学舎は閉校する。
- 1897年（明治30年）4月1日 - 穂積村、別府村、稲里村が合併し、穂積村が発足。
- 1910年（明治43年） - 現在地に移転する。
- 1914年（大正3年） - 高等科を設置し、穂積尋常高等小学校に改称する。
- 1941年（昭和16年） - 穂積村立穂積国民学校と改称。
- 1947年（昭和22年） - 穂積村立穂積小学校と改称。
- 1947年（昭和22年） - 組合立瑞穂中学校（現・瑞穂市立穂積中学校）本校が設置される（翌年まで）。
- 1948年（昭和23年） - 穂積村が町制施行、穂積町となる。これにより、穂積町立穂積小学校になる。
- 1968年（昭和43年） - 校舎（後の北舎）が完成する。
- 1973年（昭和48年） - 中舎が完成する。
- 1975年（昭和50年） - 校舎を増築する。
- 1976年（昭和51年） - 南舎が完成する。
- 1999年（平成11年） - 体育館が完成する。
- 2003年（平成15年） - 穂積町と巣南町が合併し瑞穂市となる。これにより瑞穂市立穂積小学校に改称する。
- 2006年（平成18年） - 校舎を大改修する。

## 交通機関
- 東海道本線 穂積駅より徒歩約12分